# David Yates
David Yates (* 30. listopadu 1963) je britský filmový režisér. Je režisérem několika filmů série o Harrym Potterovi, konkrétně Harry Potter a Fénixův řád (2007), Harry Potter a Princ dvojí krve (2009) a Harry Potter a Relikvie smrti (část 1 i část 2). Mezi jeho další filmy patří Sex Traffic  (2004), Legenda o Tarzanovi (2016), Fantastická zvířata a kde je najít (2016) a Fantastická zvířata: Grindelwaldovy zločiny (2018).